# Citadel van Montreuil-sur-Mer
De Citadel van Montreuil-sur-Mer was het toevluchtsoord van de Noord-Franse stad Montreuil en voorzag in de verdediging van de niet meer bestaande haven van de stad.

## Geschiedenis
In 987 verwierf de koning Hugo Capet de stad Montreuil, hij liet er een kasteel bouwen en de stad werd ommuurd.
Door de voortdurende conflicten tussen het huis Capet en het huis Plantagenet in de 11e, 12e en 13e eeuw liet Filips II van Frankrijk (1165-1223) een nieuw koninklijk kasteel bouwen, dit kasteel werd later in 1567 opgenomen in de citadel.
In de 16e eeuw naderde de grens van de Habsburgse Nederlanden de stad, in 1522 mislukte een aanval van het gecombineerde leger van de Habsburgers en de Engelsen maar in 1537 werd de stad veroverd en platgebrand. Koning Karel IX van Frankrijk gaf daarom opdracht om de stad te versterken en werd de citadel in stervorm met vijf bastions gebouwd. De versterkingswerken werden uitgevoerd volgens de plannen van ingenieur Jean Marin en in 1547 voltooid. In 1567 begon de bouw van de citadel die na zeven campagnes en na enkele decennia gereed kwam. In de daarop volgende jaren werd de citadel meerdere keren veranderd en versterkt. Nog in de 16e eeuw werd de weergang aangelegd en de bestaande torens verlaagd.

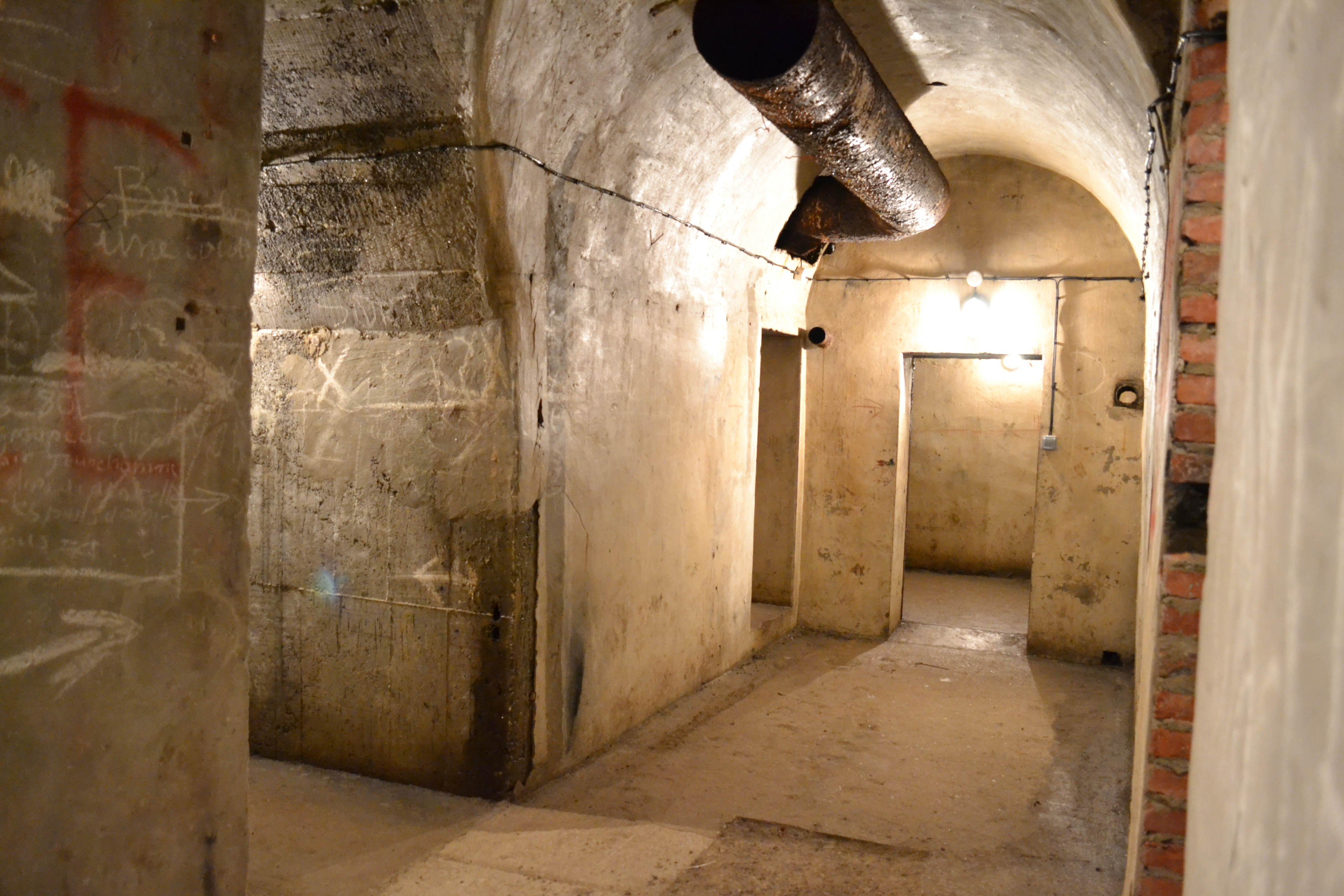
Duitse kelders in Montreuil

In de 17e eeuw werd het geheel door Vauban aangepast aan de eisen van die tijd. De toegangspoort naar de stad werd versterkt, er werd een kruithuis (~1670) gebouwd. In 1844 werd op bevel van koning Lodewijk Filips, die vreesde voor een Pruisische aanval, de kazematten gebouwd. In 1886 werd de citadel Caserne Coligny genoemd, het was een oefenterrein voor de leerlingen van de (voorbereidende) militaire school.
In 1914 verliet het Franse leger Montreuil en werd hun plaats ingenomen door het Britse leger die er in de jaren 1916-1919 een telecommunicatiecentrum had (dat verzorgde de verbinding van de troepen met Engeland).
In 1926 werd de citadel aangewezen als Monument historique, in 1929 werd het geheel gedemilitariseerd. Gedurende de Tweede Wereldoorlog werden door de Duitsers twee ondergrondse kazernes gebouwd voor de huisvesting van hun soldaten, in 1943 was de eerste voltooid, de tweede is nooit afgemaakt. In 2012 werd dit ondergrondse complex eveneens aangewezen als Monument historique.

## Beschrijving
De citadel ligt op 50 meter hoogte t.o.v. het omringende landschap dat voor een deel bestaat uit moerassen. De vroegere toegangspoort tot de stad ligt onder de citadel. De citadel is een verzameling van vestingwerken, torens en resten van kastelen die deels stammen uit de tijd voor de bouw van de citadel (1567). De citadel had twee verdedigingsconstructies, de ene naar de stad gericht voor het geval de vijand de stad had veroverd, de andere naar de landzijde. De naar de stad gerichte verdediging bestond uit een brug met poorthuis en twee bastions, later uitgebreid door Vauban. Tot aan de tweede poort die toegang gaf tot de binnenruimte zijn droge grachten en vestingwallen. Oorspronkelijk gaf de poort onder de Berthatoren toegang tot de stad maar deze is in 1599 afgesloten. De verdediging naar de landzijde bestond uit vestingwerken, bastions en torens.

### Hoofdpoort

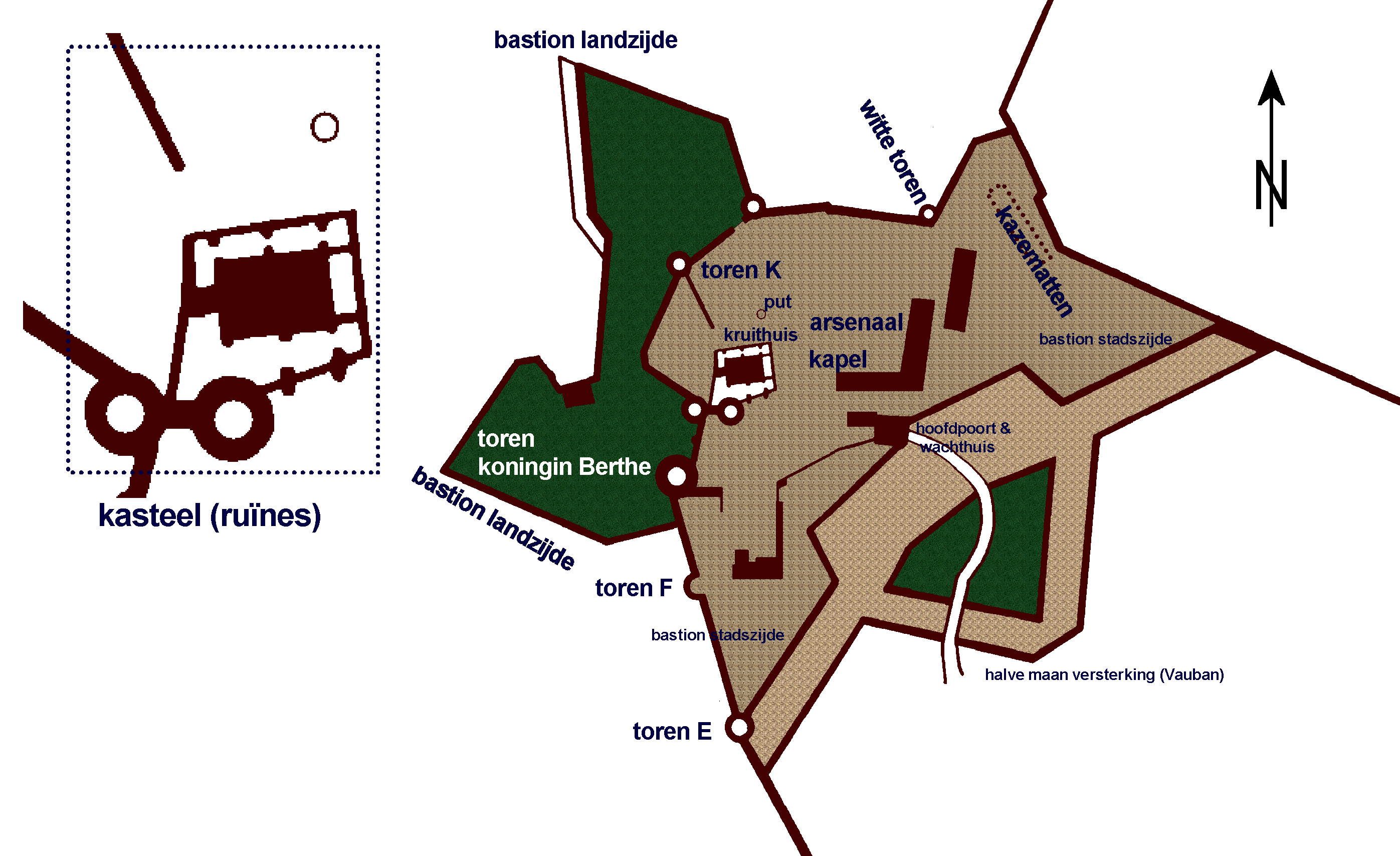
Plattegrond van de citadel

De hoofdpoort had twee openingen, een voor wagens en de andere om een uitval te doen, laatstgenoemde is later dichtgemetseld. Tot 1894 was de toegang tot de poort een brug op stenen pijlers met bij de poort een ophaalbrug, in de poort was een valhek en achter de poort een wachthuis.

### Kasteel
Het kasteel werd gebouwd onder koning Filips II van Frankrijk op de plaats van de citadel. Het kasteel had een veelhoek als grondplan met naar men aanneemt acht torens.
De torens waren opgetrokken uit zandsteen en werden later bedekt met een laag metselwerk. Bij het uitgraven van de bovenste verdieping van een der torens (K, die was gevuld met aarde) werden op de wanden een open haard en middeleeuwse inscripties aangetroffen, waarschijnlijk verwijzend naar de kruistochten. Afgebeeld zijn onder meer leliebladen, het kruis van Christus, afbeeldingen van de kruisiging en verder dieren, herten en vogels.

### Toren van koningin Bertha

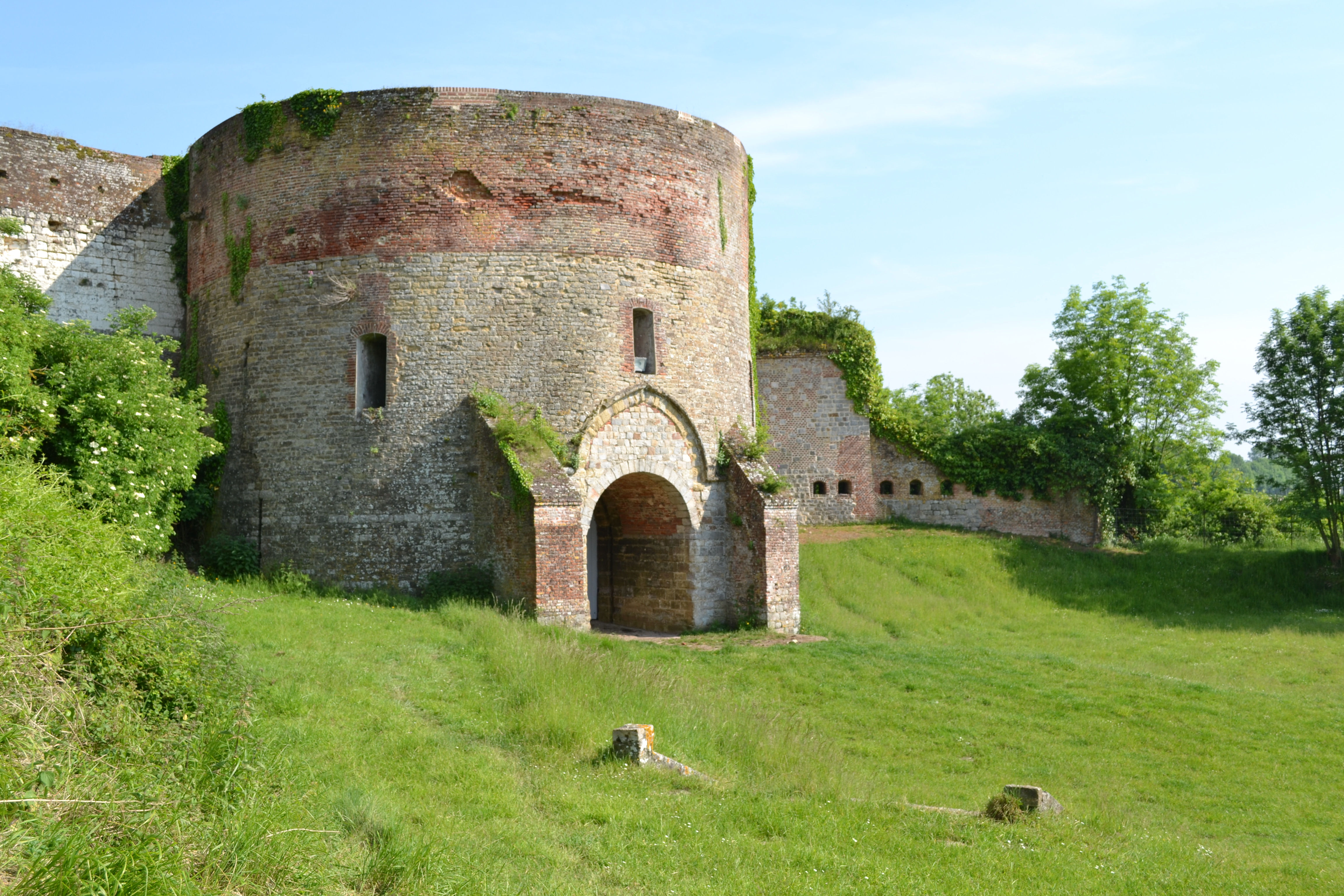
Toren van koningin Bertha

De toren is vernoemd naar de echtgenote van koning Filips I van Frankrijk, koningin Bertha van Holland. De poort (la porte de la Ferté of porte du Chateau) in de toren was de verbinding tussen het kasteel en de stad, dit vormde een te groot risico voor het geval de stad door vijanden zou worden bezet daarom werd in 1599 de poort dichtgemetseld. De toren is gebouwd in het begin van de 15e eeuw en heeft een diameter van 15 meter, de hoogte is 13 meter. Volgens de legende werd koningin Bertha, nadat Filips I haar in 1092 verstoten had, hier tot aan haar dood in 1094 opgesloten.

### Torens E & F
Beide torens aan de westzijde werden gebouwd in de 13e eeuw en waren onderdeel van de stadswallen, beide zijn opgetrokken uit zandsteen en later bekleed met metselwerk. In de muren zijn smalle schietgaten geschikt voor kruisboogschutters en voor de 16e eeuw was er een zolder voor opslag en verblijf van de verdedigers. Om beter bestand te zijn tegen aanvallen met kanonnen werd de toren verlaagd en de bovenzijde gevuld met aarde om er kanonnen op te plaatsen. Aan de binnenzijde werden de muren en torens aangevuld met aarde om de weerstand tegen kogelinslagen te vergroten.

### Bastions

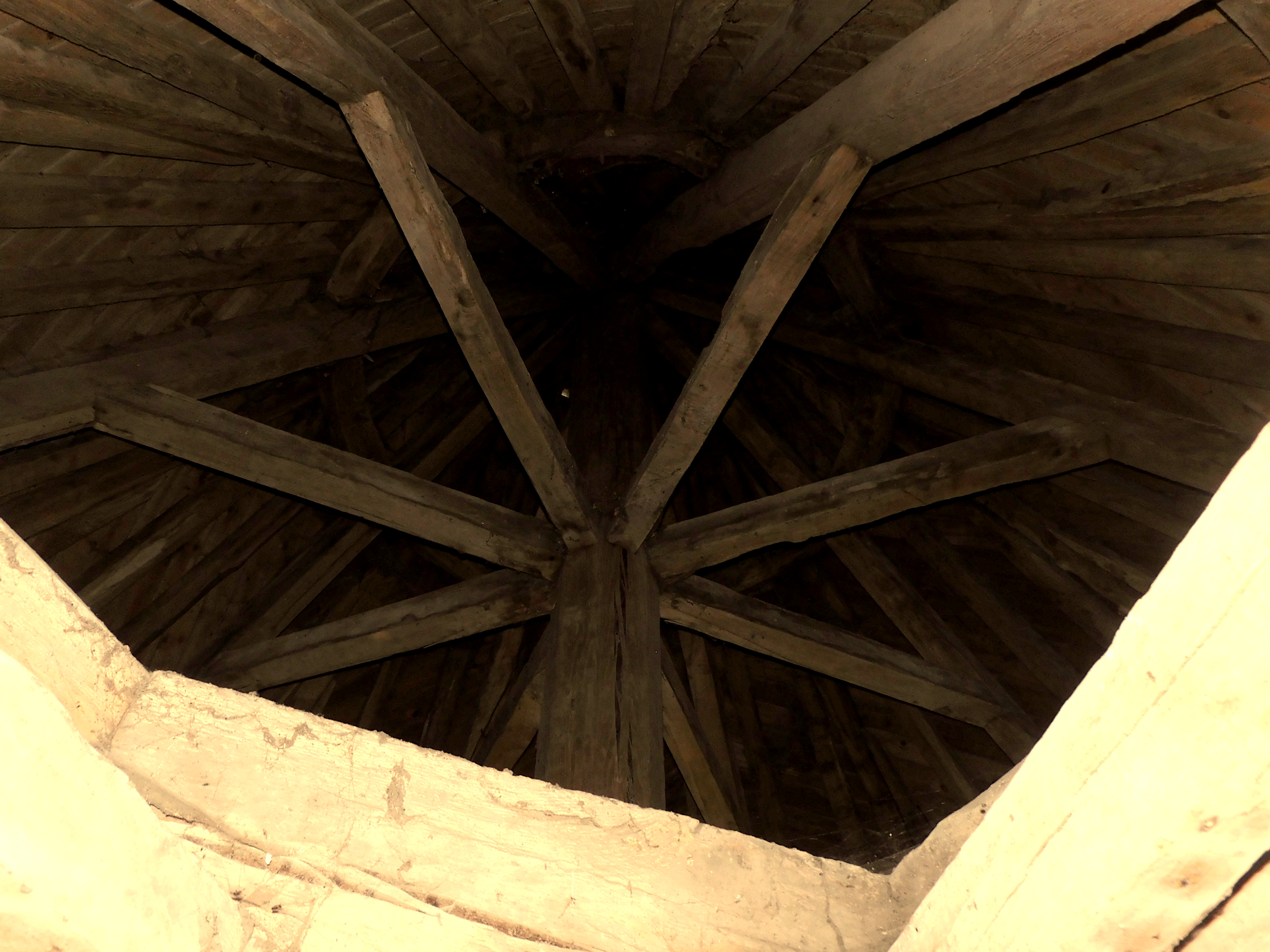
Kapconstructie Witte Toren

De twee bastions (aan de landzijde) zijn vijfkantig en de twee halve bastions (aan de stadszijde) zijn driekantig, opgebouwd uit aarde met aan de buitenzijde metselwerk.

### Witte Toren
De toren is gebouwd van witte kalksteen en behoorde oorspronkelijk tot de stadsmuren, de benedenverdieping heeft spitsbooggewelven. De schietgaten uit de 13e eeuw zijn later aangepast door ronde gaten geschikt voor kanonnen. De eerste verdieping is ingericht als waarnemingspost en op de bovenverdieping is het wachthuis met een puntig dak. Het wachthuis beschikt over vensters en een stookplaats met schoorsteen.

### Weergang
Na de verlaging van de torens werd in de 16e eeuw een weergang gebouwd van 112 meter lang. De weergang ligt boven op een serie massieve baksteenbogen, vanaf de weergang kan de omgeving worden gezien en soldaten konden zich snel verplaatsen.

### Kazematten

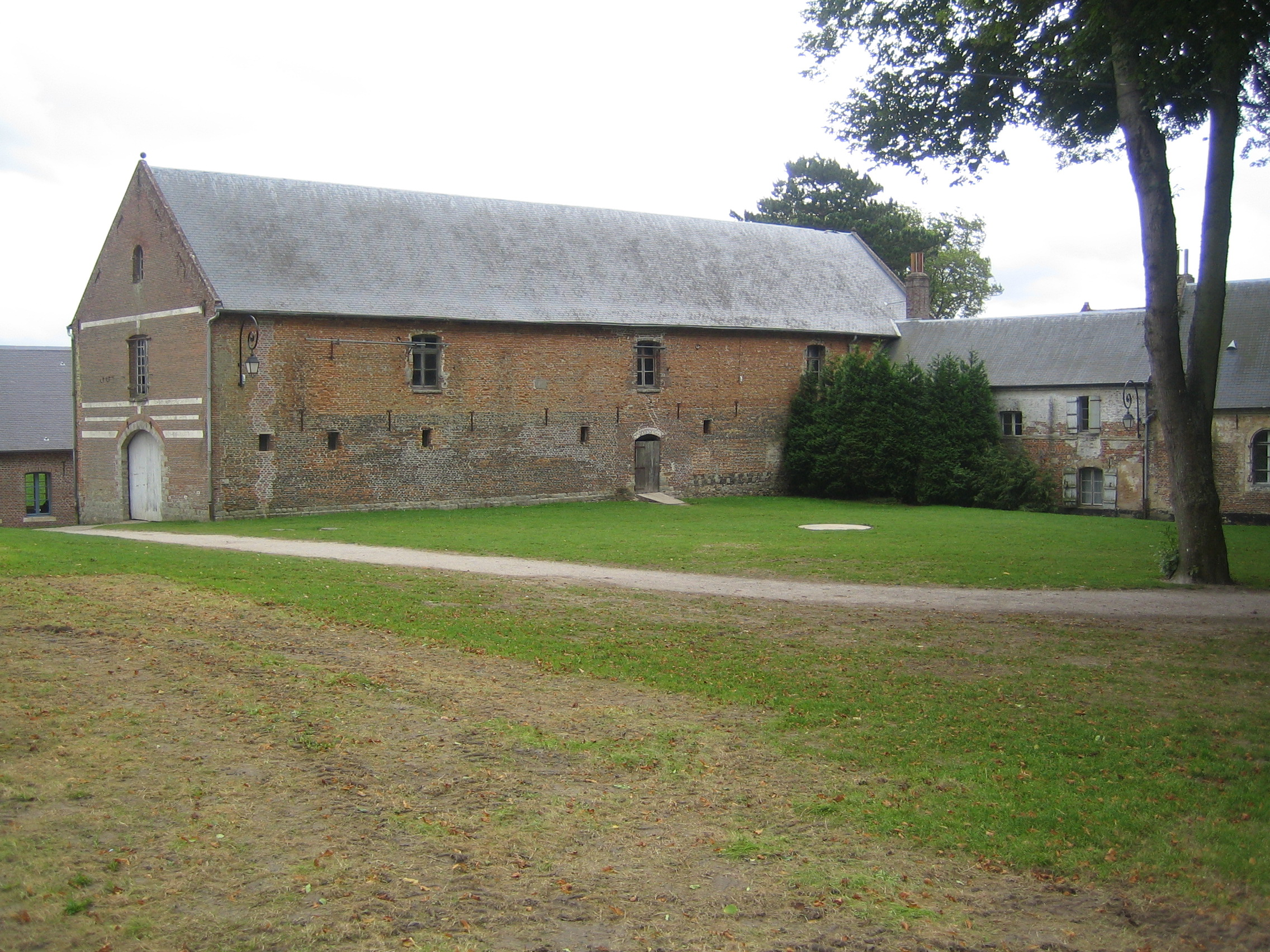
Arsenaal en kapel

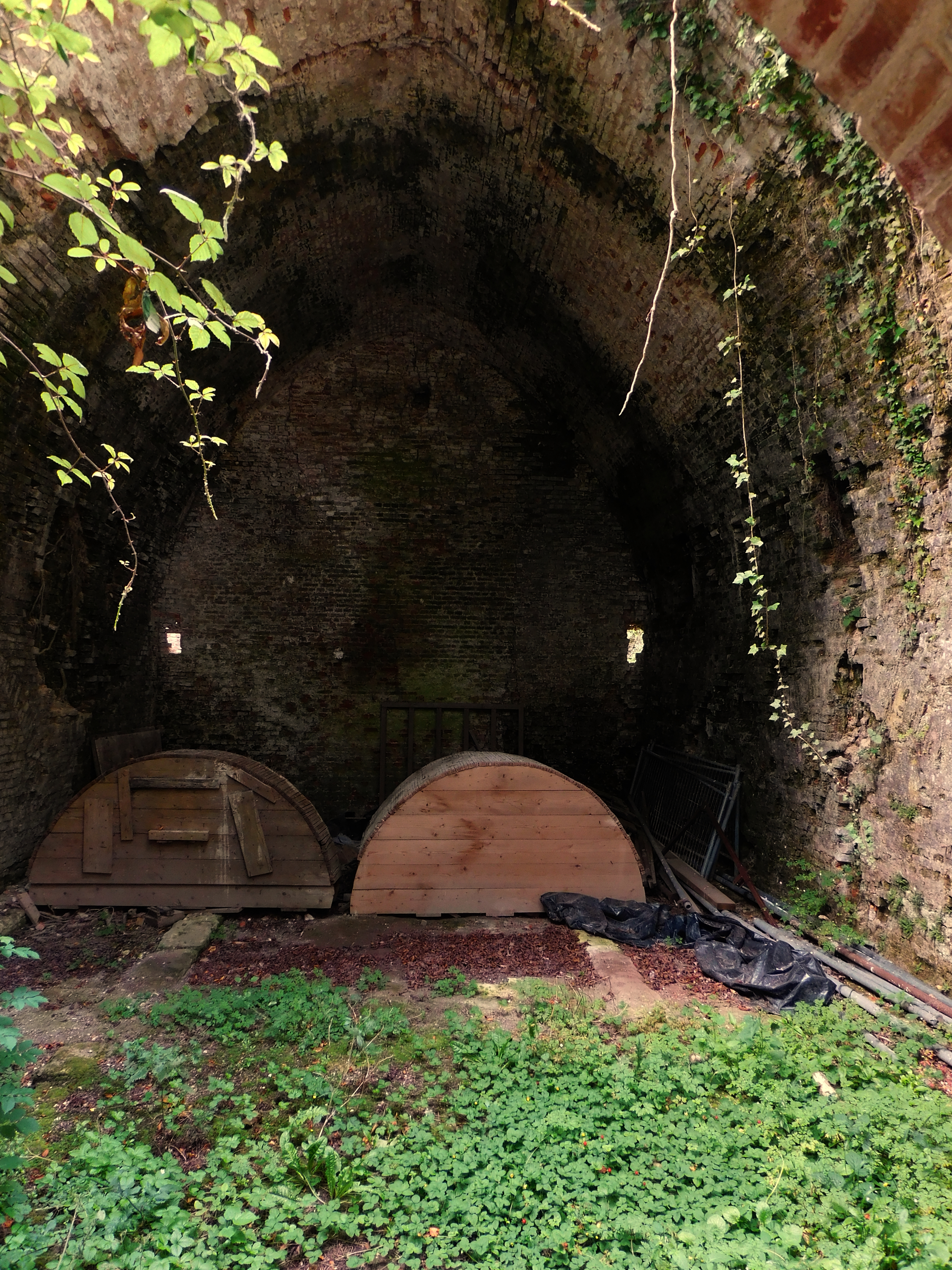
Kruithuis

Koning Lodewijk Filips gaf in 1844 opdracht voor de bouw van de kazematten, zij bestaan uit vijf gekoppelde bunkers met tongewelven. De vertrekken waren voorzien van een beweegbare vloer die de twee verdiepingen scheidde (deze vloeren zijn in de 20e eeuw verwijderd). In de muren zijn schietgaten vanwaar men de droge gracht kon verdedigen, boven de schietgaten zijn openingen gemaakt zodat de kruitdampen afgevoerd werden. In de kazematten was in de Eerste Wereldoorlog het centrale communicatiecentrum van het Britse leger.

### Arsenaal
Het arsenaal was een opslagplaats voor wapens en levensmiddelen (in 1670 door Vauban gebouwd), de onderzijde is van zandsteen en daarboven baksteen. Het bouwwerk was verdeeld in drie beuken, vijf houten portalen ondersteunden het dak. Er waren oorspronkelijk twee zolderverdiepingen, de tussenvloeren zijn nu (2021) niet meer aanwezig, in de buitenmuren van de kopgevel zijn de posities van de "verdiepingsvloeren" zichtbaar door banden van kalksteen. Het arsenaal werd gebruikt door de koninklijke troepen die er waren gelegerd en ingezet werden bij de verdediging van de vesting.

### Kapel
De kapel werd gebouwd in de 17e eeuw en in 1764 verbouwd, de kapel is rechthoekig met een neoklassieke gevel. Het gebouw wordt nu (2021) gebruikt als museum.

### Kruithuis
Vauban maakte het ontwerp voor het kruithuis dat rond 1670 werd gebouwd. Rondom het kruithuis is een extra muur opgetrokken, hierin bevindt zich de ingang met het wachthuis. Het kruithuis bestaat uit muren met negen steunberen en een hoog gewelf dat is afgedekt met aarde om granaten op te vangen. De verhoogde vloer diende ervoor om het kruit tegen optrekkend vocht te beschermen, het kruithuis is in de 19e eeuw vervangen door een ander buiten de muren van de stad.

## Afbeeldingen

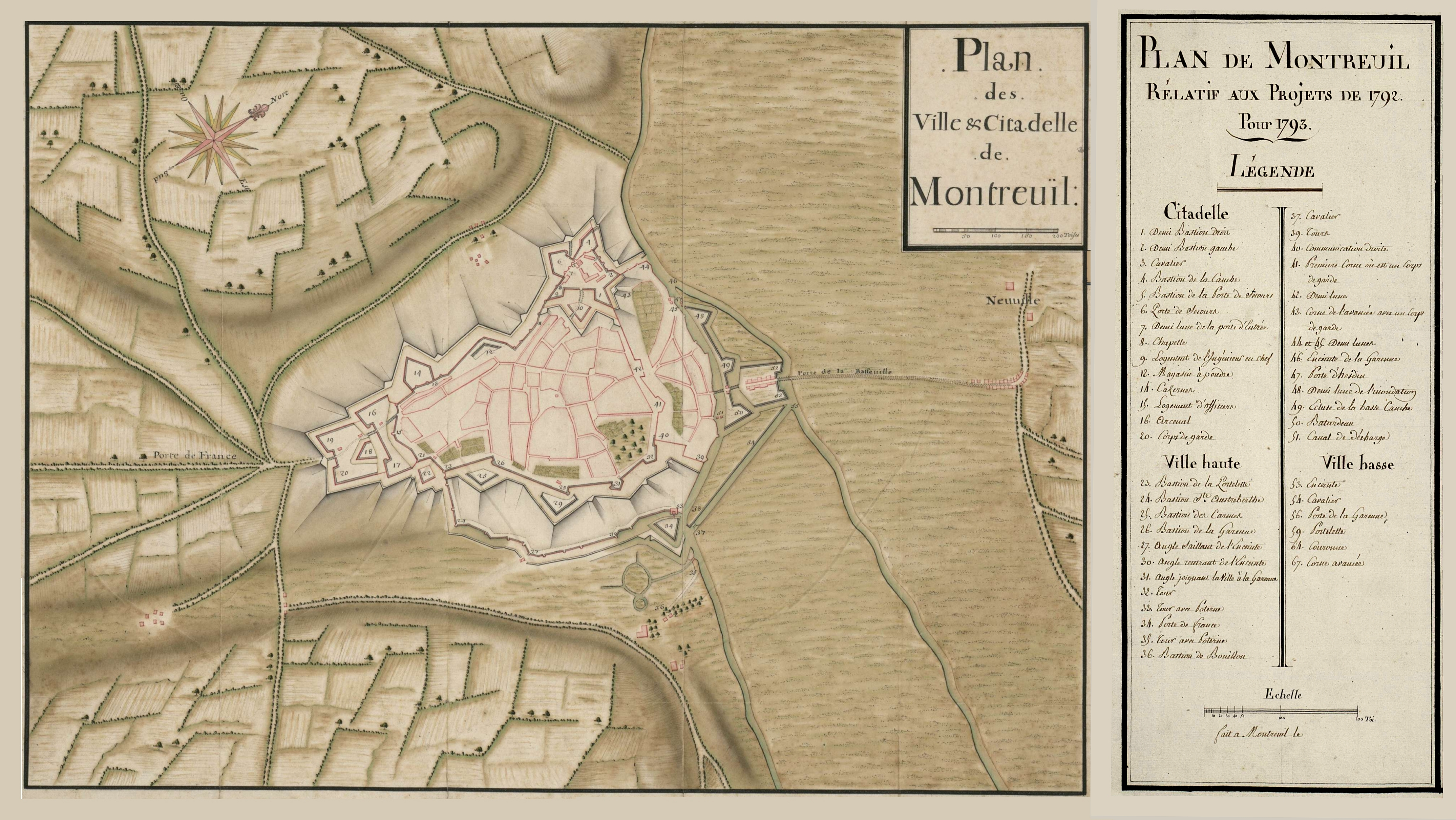
Montreuil-sur-Mer, plattegrond, 1792
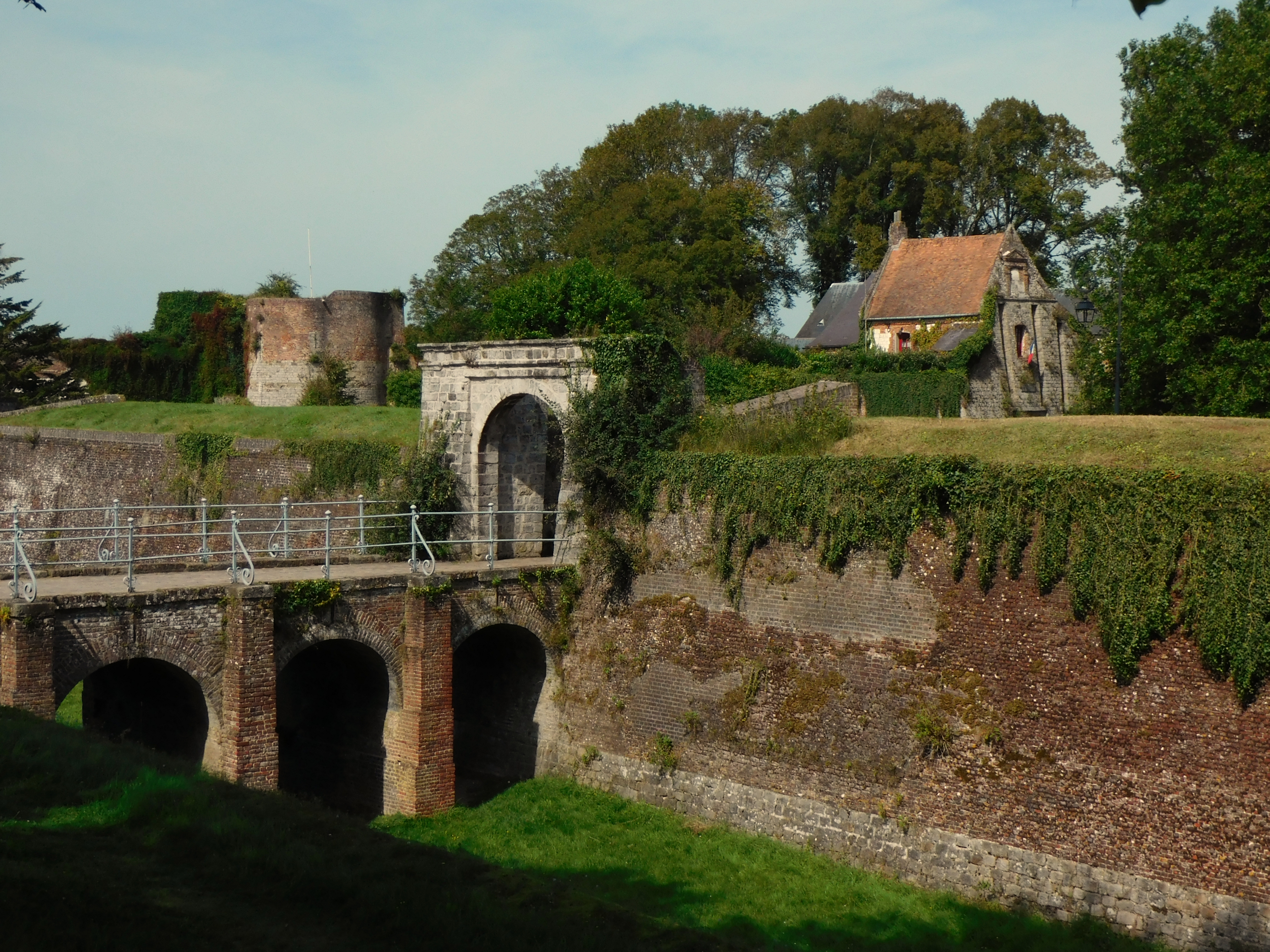
Brug naar de Citadelle
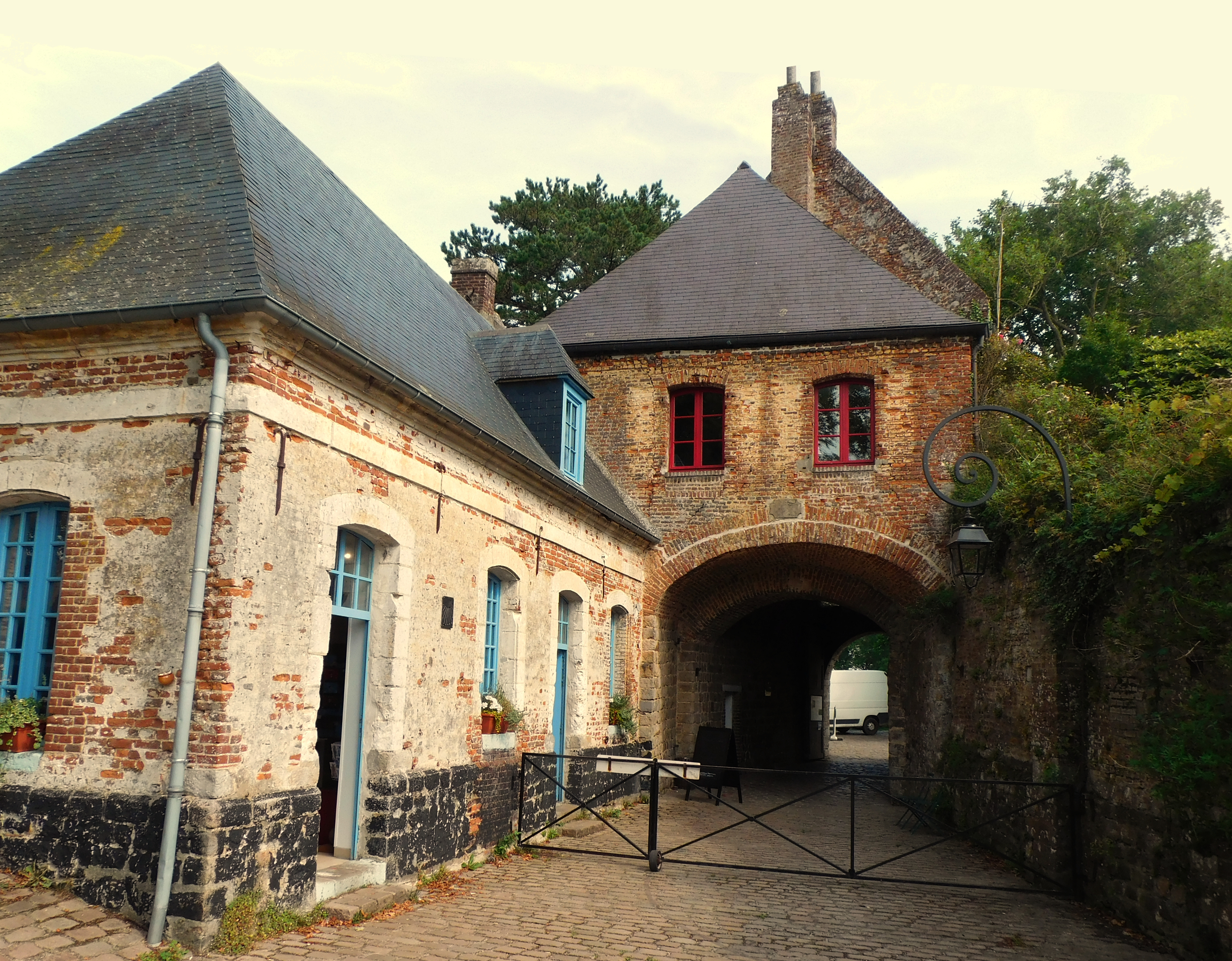
Poort met wachthuis
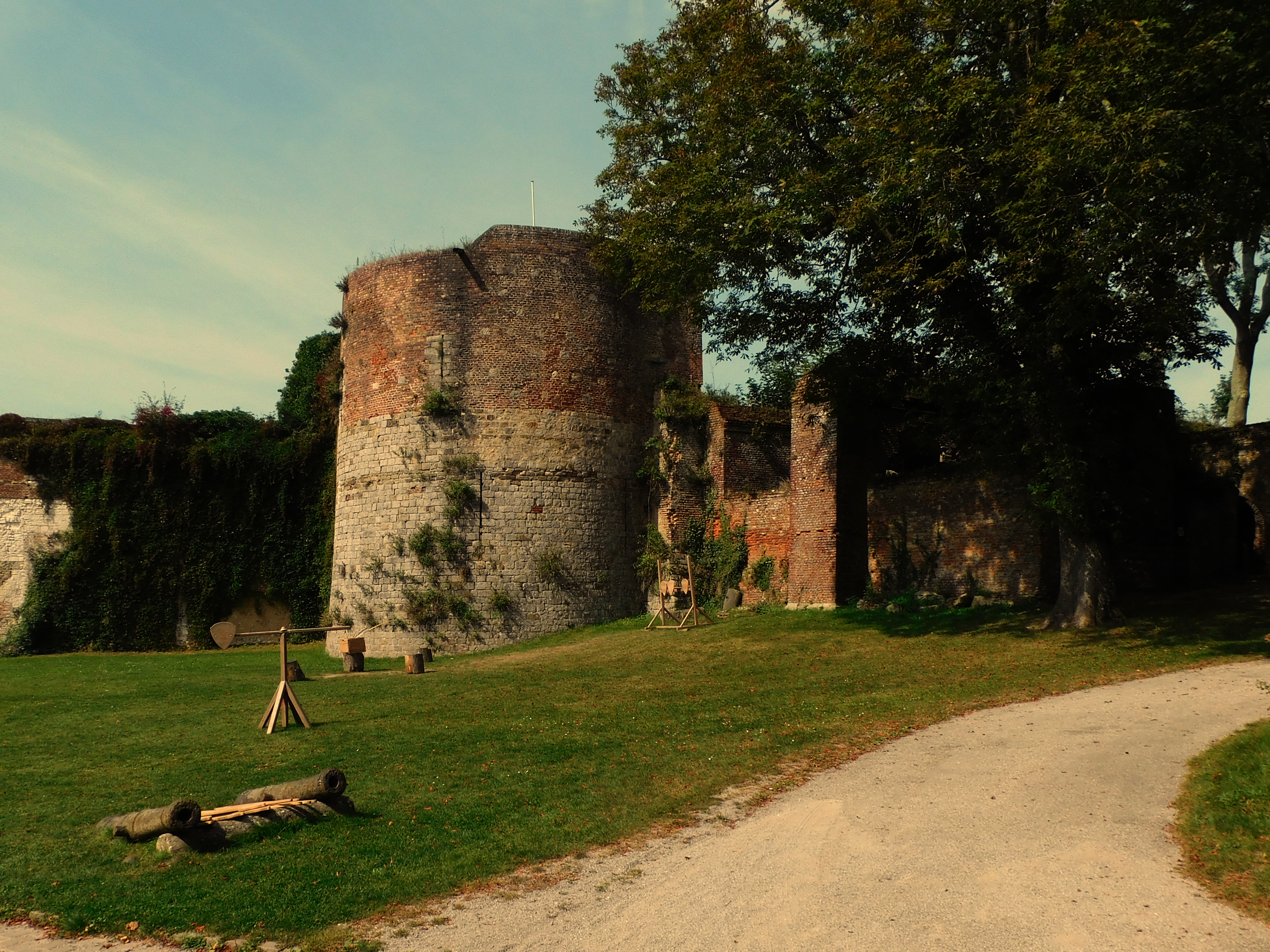
Kasteel van Filips II
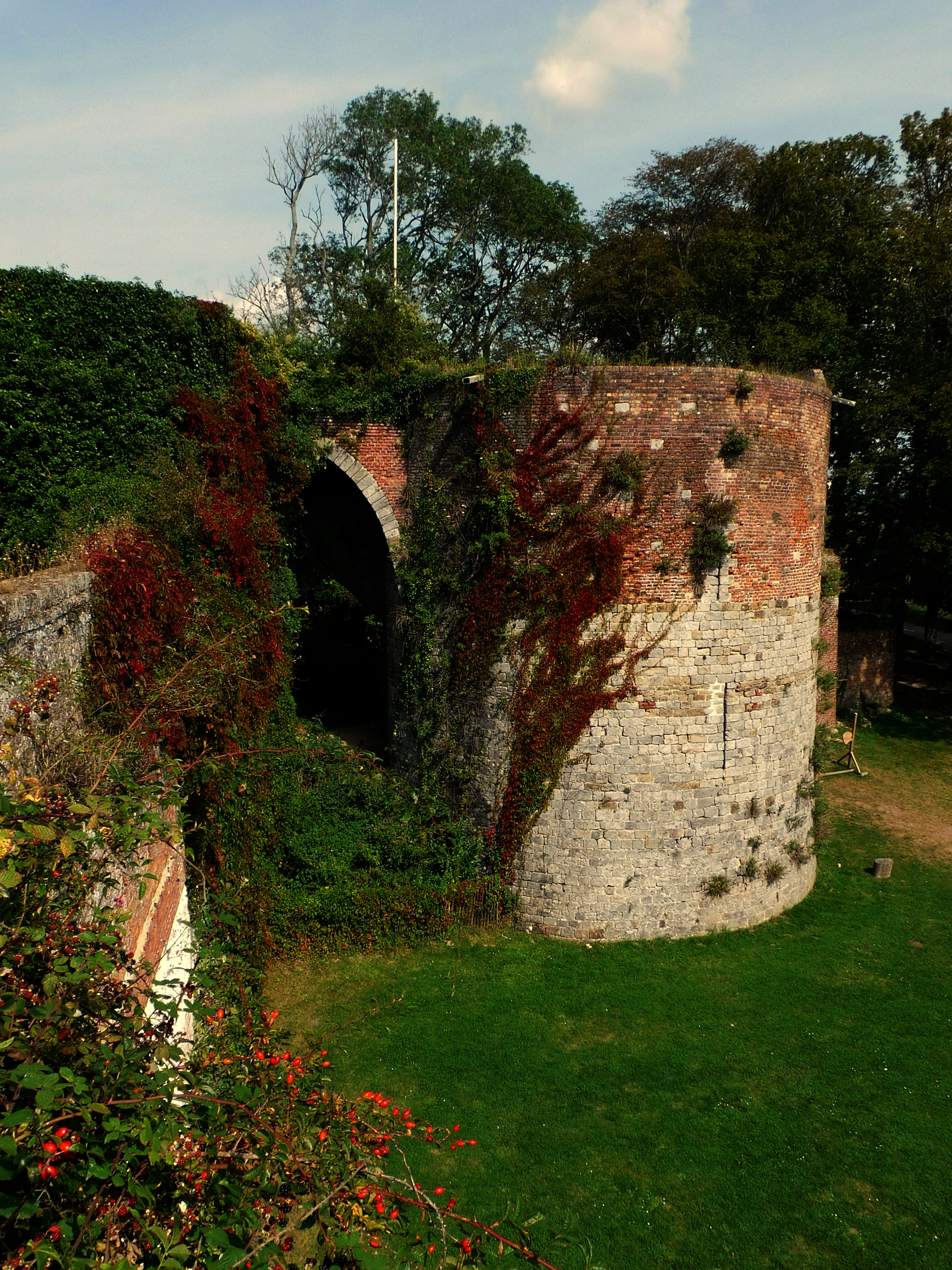
Kasteel van Filips II
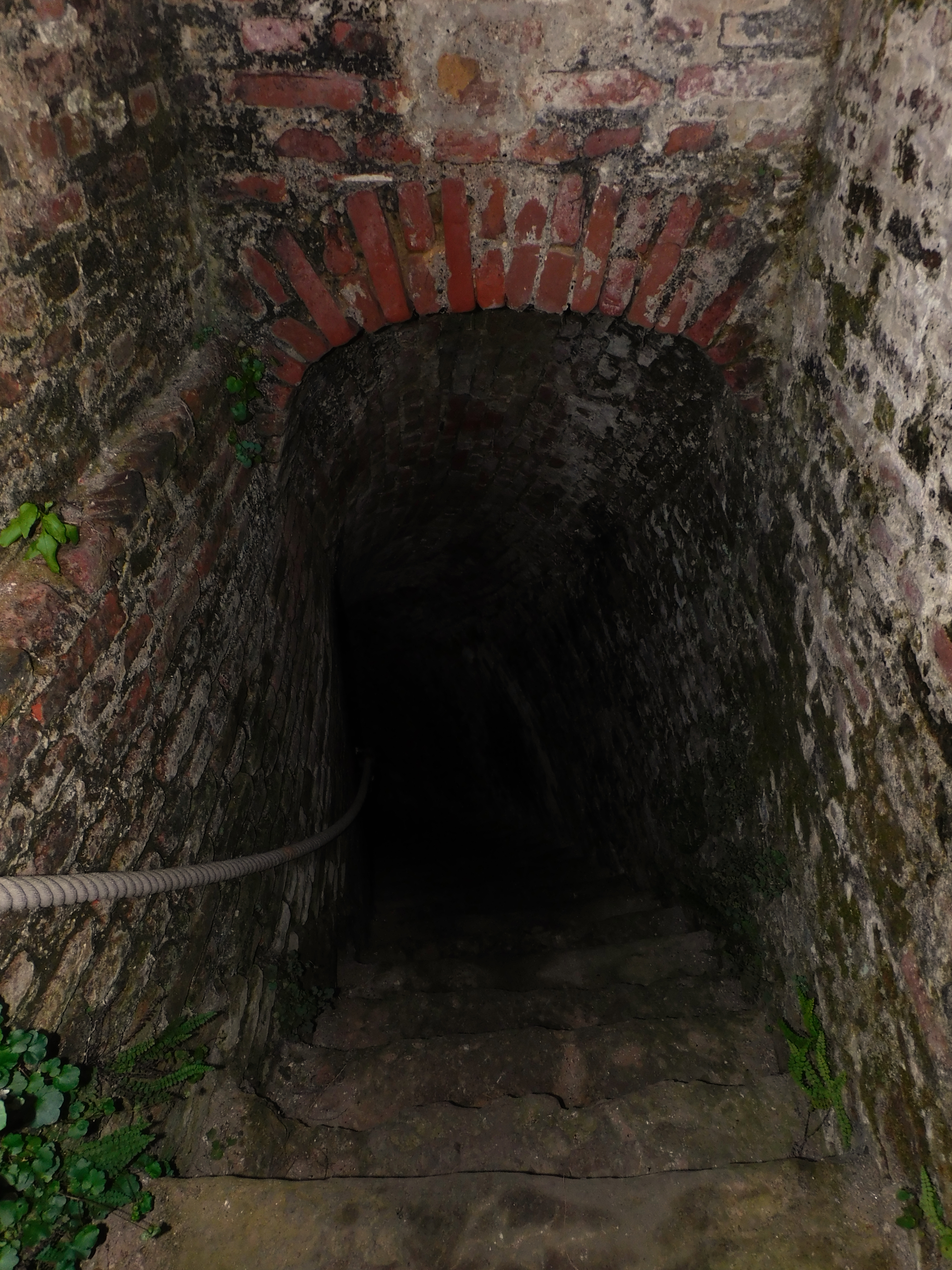
Kasteel van Filips II, trap van de hoofdtoren
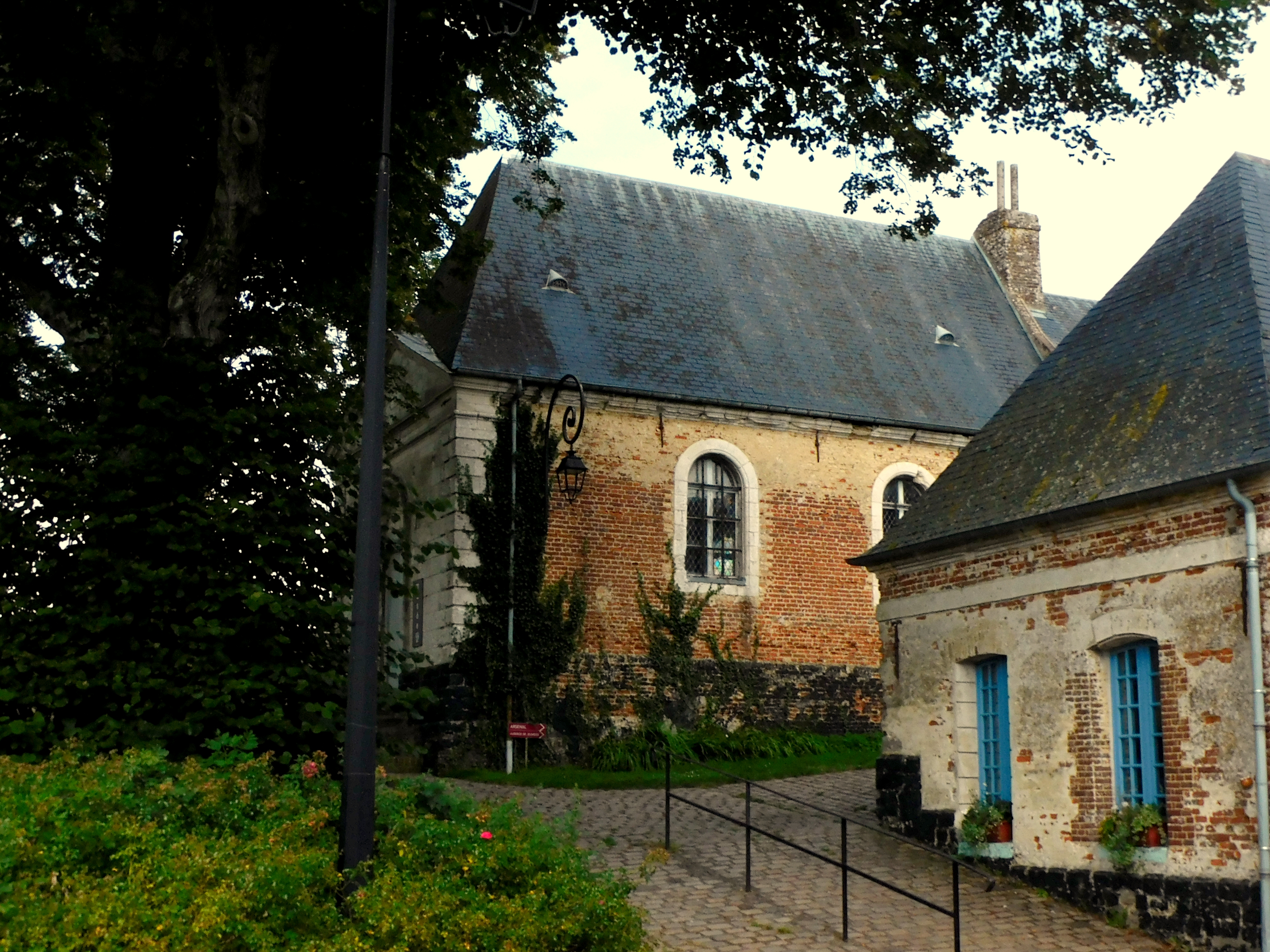
Kapel
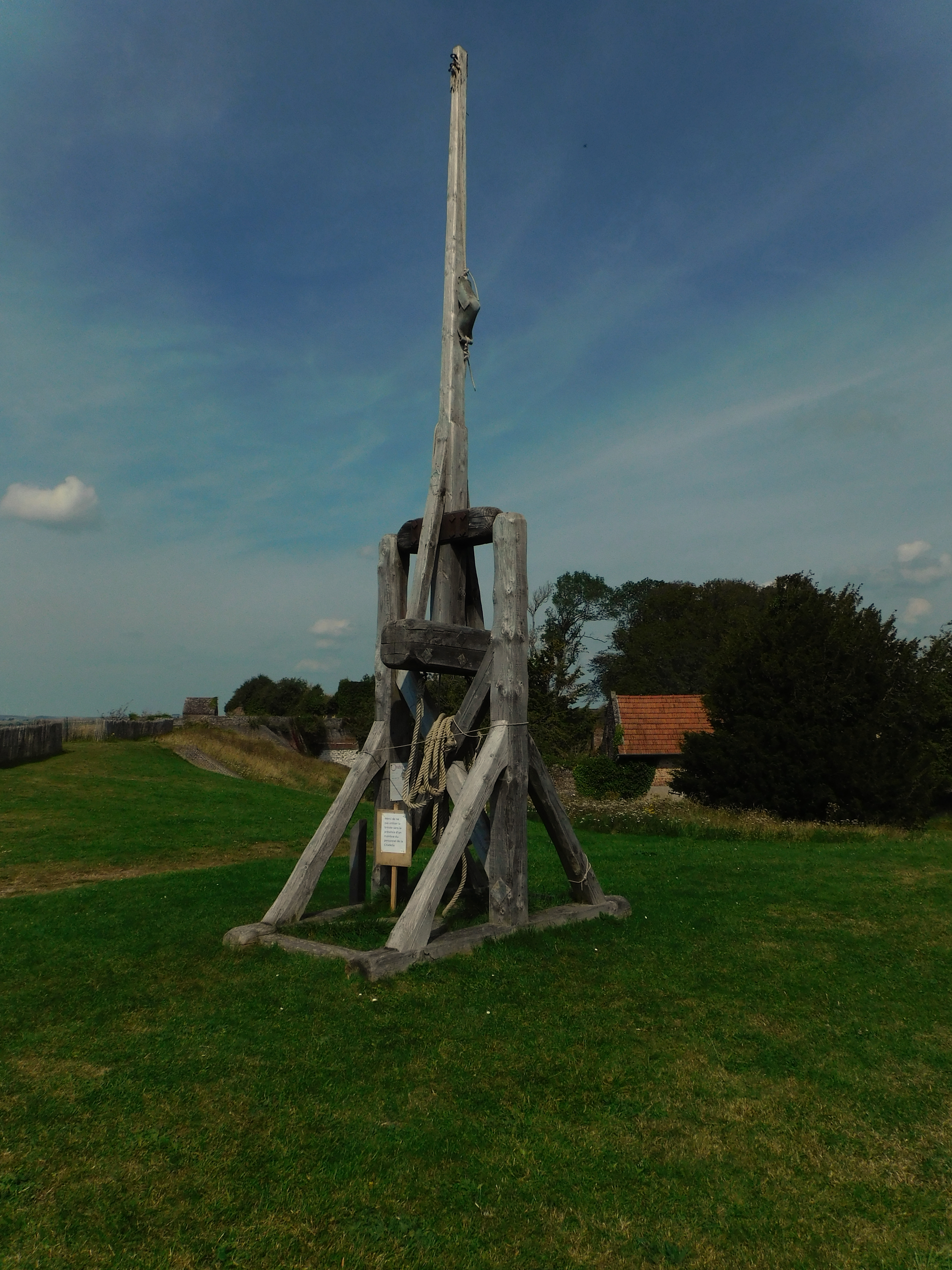
Katapult
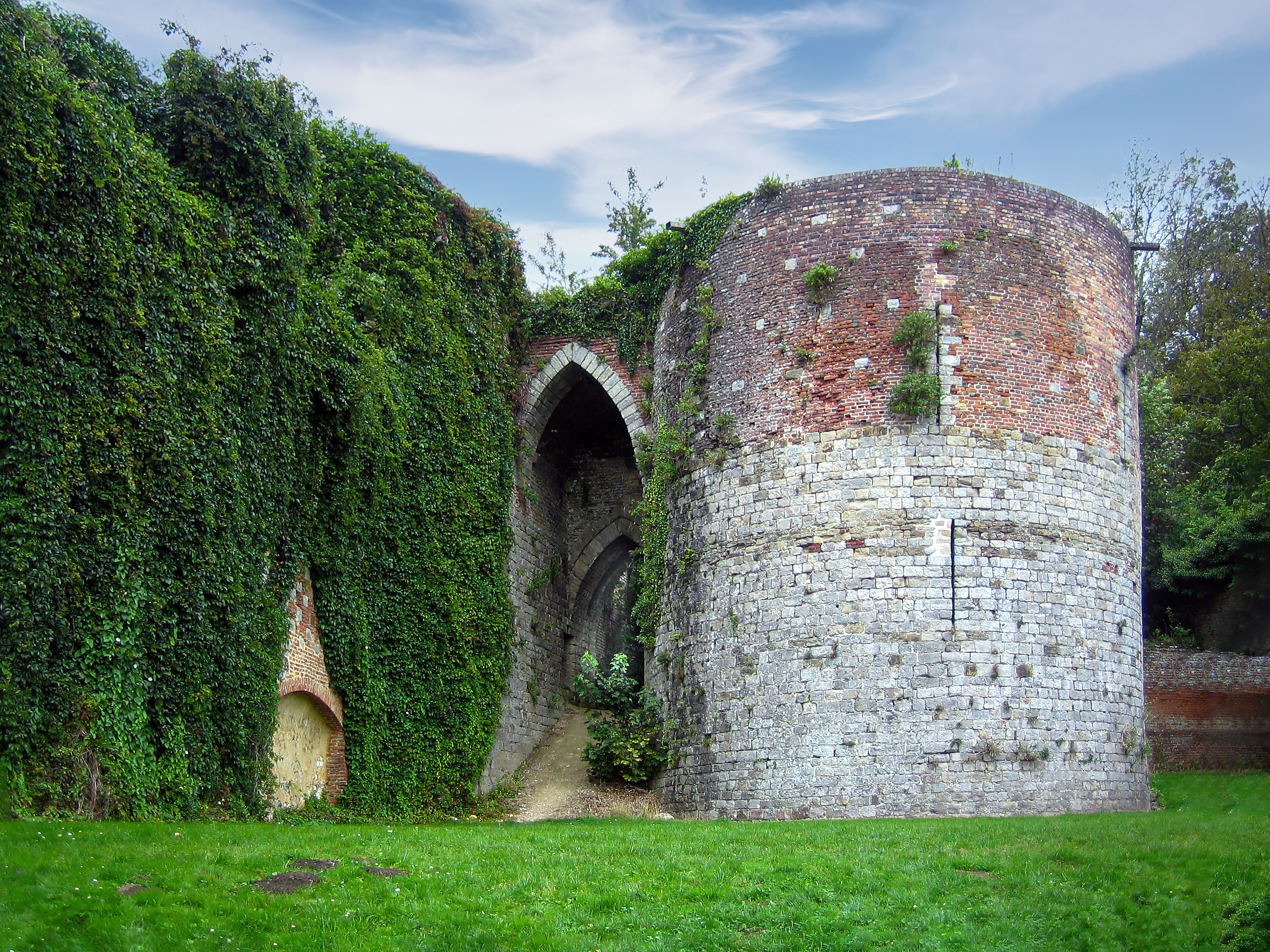
Torens van de citadel
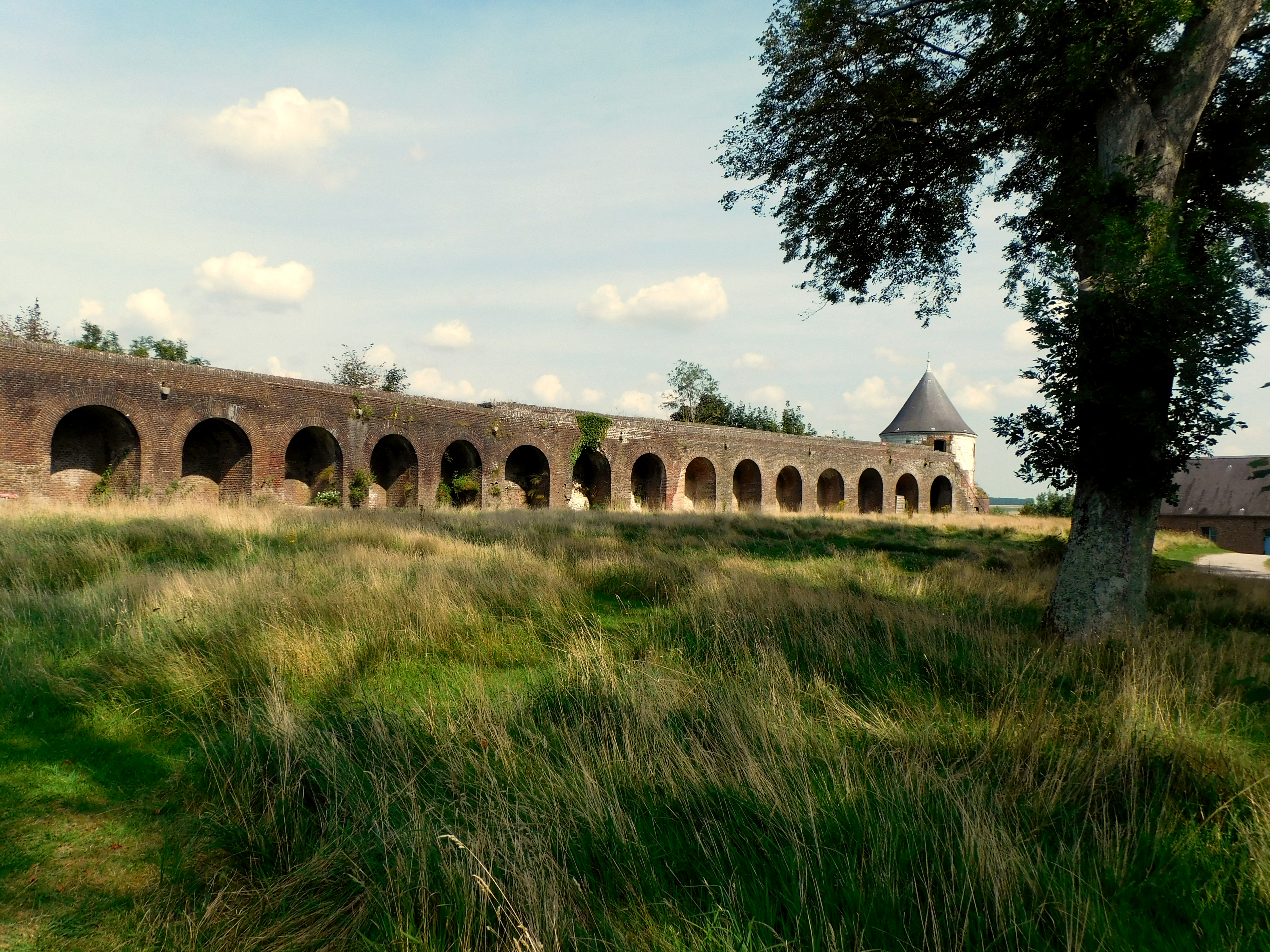
Weergang